# Tango Maru
Tango Maru (丹後丸) foi um navio cargueiro japonês utilizado para transporte de tropas do  Exército imperial durante a Segunda Guerra Mundial. Foi torpedeado pelo submarino USS Rasher, em 25 de fevereiro de 1944, no Mar de Bali, juntamente com o Ryusei Maru.
No evento, as perdas humanas em ambos os navios alcançaram um montante de oito mil vidas, das quais cerca de três mil pereceram a bordo do Tango Maru.

## O Navio
Construído em 1925, nos estaleiros da  Vulcan-Werke Hamburg und Stettin Actiengesellschaft, em Hamburgo, Alemanha,  sob encomenda da Deutsche Australische Dampfschiffs Gesellschaft  (DADG), igualmente de Hamburgo, o cargueiro foi lançado naquele mesmo ano e denominado Rendsburg. No ano seguinte, a DADG foi encampada pela  HAPAG, e o navio foi enviado às rotas do  Extremo Oriente e Austrália.
Possuía 137,2 metros de comprimento, 17,7 metros de largura, calado de 7,52 metros e uma tonelagem de 6.200 GRT.
Em 10 de novembro de 1940, o navio foi confiscado pelo  governo holandês nas Índias Orientais Holandesas e renomeado Toendjoek. Por ocasião da  invasão japonesa da Indonésia, o navio foi deliberadamente afundado (scuttling), em 2 de março de 1942, ao largo do porto de Tanjung Priok, com o intuito de bloquear o acesso aos invasores. Porém, tendo sucesso a ocupação, foi recuperado e reflutuado pela Imperial Steamship Co, uma empresa do governo japonês, retornando ao serviço em 12 de agosto de 1942, sob o definitivo nome de Tango Maru.

## O afundamento
Às 15:22 de 24 de outubro de 1944, o Tango Maru parte de Surabaya, na Ilha de Java com destino a Ambon, nas Molucas em um comboio também composto pelo cargueiro Ryusei Maru, e escoltado pelos  varredores W-8 e W-11 e pelo navio auxiliar Takunan Maru nº 5.
O navio transportava 5.700 soldados, incluindo homens do 3º Regimento de Infantaria, cerca de 3.500 Romushas e prisioneiros de guerra aliados, principalmente tropas coloniais holandesas nativas. Por sua vez, o Ryusei Maru transportava 6.600 homens: quatro destacamentos de várias unidades do Exército imperial japonês,  em um total de 1.244 japoneses, 2.865 soldados indianos e 2.559 romushas.
Naquele mesmo dia, o tenente-coronel Willard R. Laughon, do submarino USS Rasher e o tenente-coronel James W. Davis, comandante do USS Raton, recebem uma mensagem codificada do Ultra, ordenando-os a patrulharem o Mar de Bali para interceptar um comboio de dois navios que adentraria na área entre 18:00 e 20:00 da noite seguinte.
Na noite de 25 de fevereiro, o comboio é interceptado no local previsto, cerca de 25 milhas (40 km)  ao norte da ilha de Bali.  Às 19:43, o submarino faz contato visual com o navio, e, em um mar agitado, o USS Rasher dispara quatro torpedos contra o Tango Maru, o qual é atingido a estibordo. Em cinco minutos o navio afunda na posição 7° 41' S 115° 10' E, levando consigo cerca de 3.000 pessoas.
A ação do USS Rasher, que culminou com o afundamento dos dois navios e quase oito mil vítimas, foi a segunda mais letal durante a Segunda Guerra Mundial dentre aquelas empreendidas por um único submarino em um mesmo dia, perdendo, pelo número de baixas, apenas para o afundamento do  Wilhelm Gustloff, afundado pelo submarino  soviético S-13, em janeiro de 1945, quando morreram mais de nove mil pessoas.
Um outro Tango Maru, porém  petroleiro, de 2.046 toneladas, também foi afundado pelo mesmo USS Rasher, igualmente  em águas indonésias, porém no Estreito de Macáçar, em 08 de novembro de 1943.

## References
1. 1 2 3 4 5 6   Hackett, Bob (2012–2013). «Transport TANGO MARU:Tabular Record of Movement». combinedfleet.com. Consultado em 23 de dezembro de 2019
2. 1 2  «Tango Maru (Rasher) (+1944)». Wrecksite. Consultado em 23 de dezembro de 2019
3. ↑  «Tango Maru (Rasher) (+1943)». Wrecksite. Consultado em 23 de dezembro de 2019
4. ↑  «Chronological List of Japanese Merchant Vessel Losses». Joint Army-Navy Assessment Committee (fev.1947). Consultado em 23 de dezembro de 2019